# Иркутская митрополия
Ирку́тская митропо́лия — митрополия Русской Православной Церкви, образованная в пределах Иркутской области. Объединяет Братскую, Саянскую и Иркутскую епархии.

## История
В соответствии с Положением об областных преосвященных от 12 марта 1934 года во исполнение постановления Поместного Собора 1917—1918 годов о митрополичьих округах Временный Патриарший Священный Синод образовал церковные области в составе нескольких епархий, в том числе в границах Восточно-Сибирского края была образована митрополия с центром а Иркутске. Дата упразднения точно неизвестна. Скорее всего это произошло в 1943 году при проведении переустройства епископских кафедр.
Образована постановлением Священного синода Русской православной церкви от 6 октября 2011 года.
Правящим архиереем является митрополит Иркутский и Ангарский Максимилиан (Клюев).
Управление митрополии находится в Знаменском монастыре города Иркутска.

## Епархии

### Братская епархия
Объединяет приходы в административных границах Бодайбинского, Братского, Казачинско-Ленского, Катангского, Киренского, Мамско-Чуйского, Нижнеилимского, Усть-Илимского и Усть-Кутского районов.
Правящий архиерей: епископ Братский и Усть-Илимский Константин (Мануйлов)

### Саянская епархия
Объединяет приходы в административных границах Балаганского, Зиминского, Куйтунского, Нижнеудинского, Тайшетского, Тулунского и Чунского районов.
Правящий архиерей: епископ Саянский и Нижнеудинский Алексий (Муляр)

### Иркутская епархия
Объединяет приходы в административных границах Иркутского, Аларского, Ангарского, Баяндаевского, Боханского, Жигаловского, Заларинского, Качугского, Нукутского, Ольхонского, Осинского, Слюдянского, Усольского, Усть-Удинского, Черемховского, Шелеховского и Эхирит-Булагатского районов.
Правящий архиерей: митрополит Иркутский и Ангарский Максимилиан (Клюев).